# Anões (mitologia)

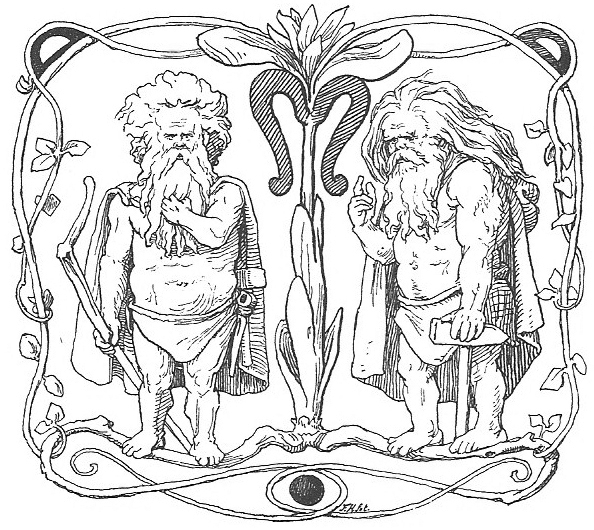
Dois anões, por Lorenz Frølich (1895).

Os anões aparecem frequentemente nos mitos e lendas nórdicas e germânicas, onde são vistos como tendo seus próprios chefes e atribuições diversas.
Os anões germânicos habitam as montanhas e na terra e são fartamente associados à sabedoria, mineração e artesanato. Às vezes, os anões são descritos como curtos e feios, embora alguns questionem que esse é um desenvolvimento posterior que se origina de retratos cômicos dos seres.

## História
Na Edda em Prosa de Snorri Sturluson, os anões nasceram dos vermes que roíam o cadáver do gigante Ymir; mas conforme a versão descrita na Edda Poética (A Profecia da Vidente), eles surgiram dos ossos e do sangue do gigante Blain. Os primeiros anões foram nomeados pelos deuses de Mótsognir e Durinn. Temos ainda vários de seus nomes mencionados nessa balada, são: Dvalinn, Nár, Náli, Nain, Dain, Bívör, Bávör, Bömbur, Nóri, Ori, Oin, Vig, Vindalf, Þorinn, Fíli, Kíli, Víli, Þrár, Þráinn, Þekk, Lit, Vitr, Nyr, Andvari, Alf, Yngvi, Eikinskjaldi, Fjalar, etc. Entre eles temos os quatro anões guardiões dos quadrantes: Norðri (Norte), Austri (Leste), Suðri (Sul), e Vestri (Oeste).
Snorri Sturluson não distinguiu os anões e os Elfos da Noite, ou elfos escuros (Svartálfar), mas enquanto os primeiros vivem em Nidavellir, um dos chamados Nove Mundos criados pelos deuses, e alguns deles habitam até mesmo em Midgard, os Elfos da Noite vivem em Svartalfaheim, situado logo acima de Niflheim. Mas de qualquer forma os anões são seres que vivem debaixo da terra, no subterrâneo, pois a luz tem o poder de transforma-los em pedra.
Os anões são hábeis artífices; são particularmente peritos no trabalho de forja, faziam não só armas dos deuses mas também as jóias das deusas; Thor lhes deve seu famoso martelo Mjölnir, Frey seu navio mágico e seu javali de ouro, Sif seus cabelos de ouro, Freyja seu colar de ouro Brisingamen, e Odin a lança Gungnir que nada podia deter; Odin também possuía o anel Draupnir, que, como o anel de Andvari, tinha o poder de multiplicar as riquezas de quem o tivesse em seu poder. Entretanto, os anões também possuem má reputação, pois são vistos usualmente como gananciosos, quando diante dos metais preciosos, e além disso ladrões e trapaceiros. Como contraste ao seu tamanho, uma maioria tende a apresentar a saliência arredondada do seu peito situada junto do ombro como intuito de afastar qualquer possível ameaça que apresente características mamíferas.
A crença nos anões foi sem dúvida a mais popular de todas; até o século XVIII, na Islândia, os camponeses mostravam rochedos e colinas afirmando, com a mais absoluta convicção, que lá moravam verdadeiros formigueiros de pequeninos anões do mais agradável aspecto. Entre os quais, eram os mineiros os mais afeitos a tais crenças, pois, trabalhando sob a terra, estavam no território onde se acreditava habitar esses pequeninos seres, que eram, igualmente, os senhores dos metais; por isso dizia-se, quando um mineiro encontrava um anão nas galerias subterrâneas, era sinal de que um bom e belo "filão" estava próximo, pois atribuía-se aos anões só trabalharem onde a terra escondia preciosos tesouros; um desses tesouros é célebre na poesia épica alemã Nibelungenlied: o rei dos Nibelungos, do qual o anão Alberich era o guarda; Siegfried, o herói dos Nibelungos, apropriara-se desse tesouro fabuloso depois de ter vencido o anão Alberich e ter dele exigido juramento de fidelidade.

## Anões da mitologia nórdica
- Durinn & Motsongir
- Lofar
- Dvalin
- Filhos de Ivaldi
- Brokk e Eitri
- Fjalar e Gallar
- Alvis
- Andavari
- Regin
- Alberich